# گورستان دمبی علی‌آباد
قبرستان دمبی علی‌آباد مربوط به دوره اشکانیان است و در شهرستان سرباز، بخش مرکزی، دهستان مورتان، ۳ کیلومتری جنوب روستای علی‌آباد بوگان واقع شده و این اثر در تاریخ ۲۷ اسفند ۱۳۸۷ با شمارهٔ ثبت ۲۶۲۰۱ به‌عنوان یکی از آثار ملی ایران به ثبت رسیده است.